# Rinjani
Rinjani (spreek uit: rin·dzjaa·nie) (Indonesisch Gunung Rinjani) is een actieve vulkaan in Indonesië op het eiland Lombok. Met zijn 3726 meter is het de op 1 na hoogste vulkaan van Indonesië.
Op de locatie van de huidige Rinjani lag voorheen de vulkaan Samalas die in 1257 tot uitbarsting kwam en grotendeels verdween. Later ontstond hier de Rinjani. De eerste bekend gedocumenteerde eruptie was in september 1847. De meest recente eruptie was in 2016. De vulkaan en het Segara Anak-kratermeer zijn beschermd door een nationaal park opgericht in 1997.

## Afbeeldingen

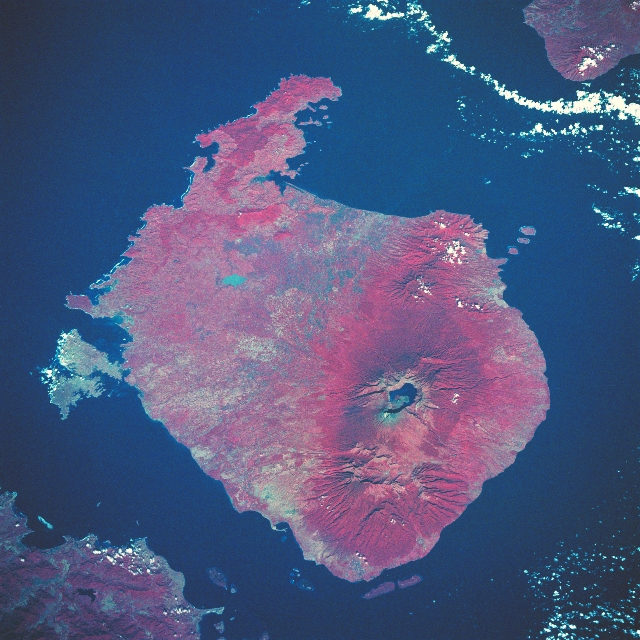
Infraroodopname in valse kleuren, mei 1992
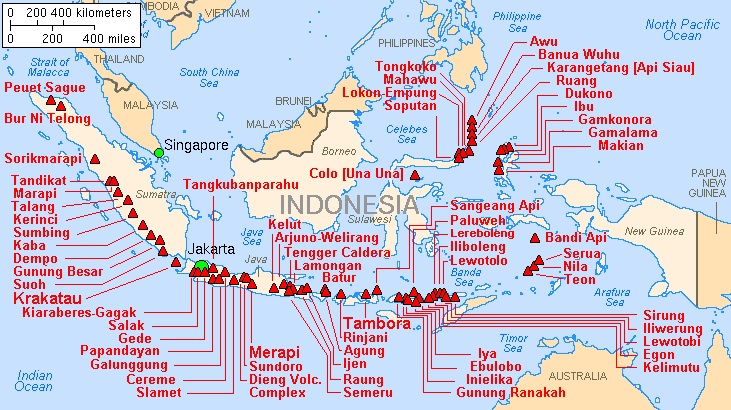
Kaart met vulkanen in Indonesië
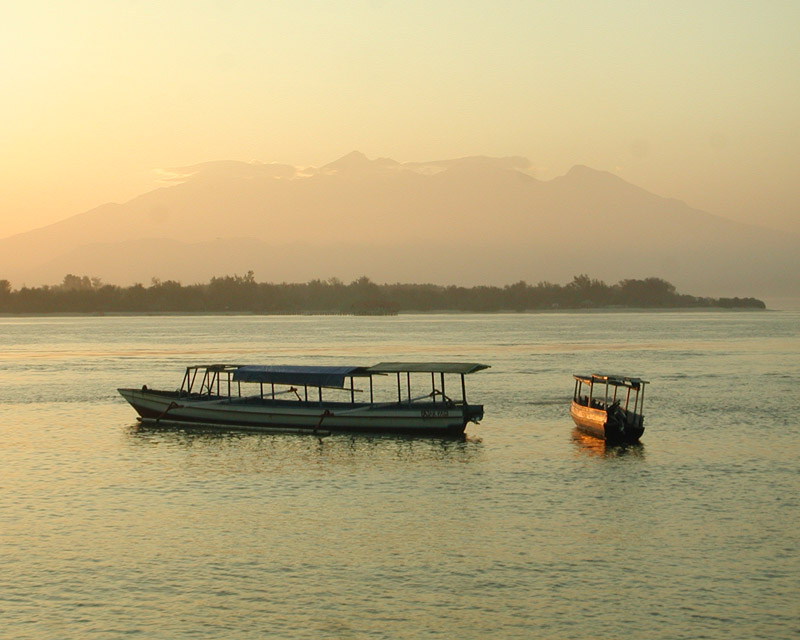
Zicht op Gunung Rinjani vanuit Gili Trawangan
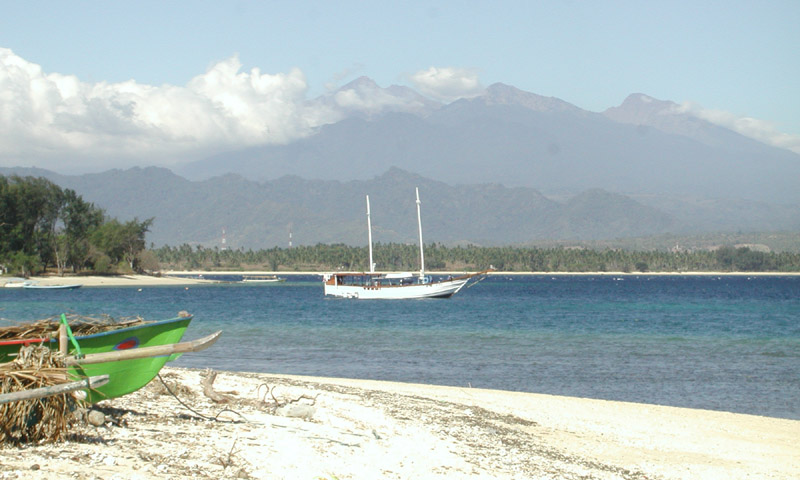
Zicht op Gunung Rinjani vanuit Gili Air